# Rue Floréal (Bagnolet, Les Lilas et Romainville)
Pour l’article homonyme, voir Rue Floréal.
La rue Floréal est un des axes importants de Bagnolet, des Lilas et de Romainville, à la limite entre ces trois communes.

## Situation et accès
Cette rue orientée d'ouest en est commence son tracé au carrefour de la Rue de Noisy-le-Sec et de la rue Sadi-Carnot. Elle se termine au croisement avec la rue des Noyers.

## Origine du nom
Cette rue porte le nom du huitième mois du calendrier républicain.

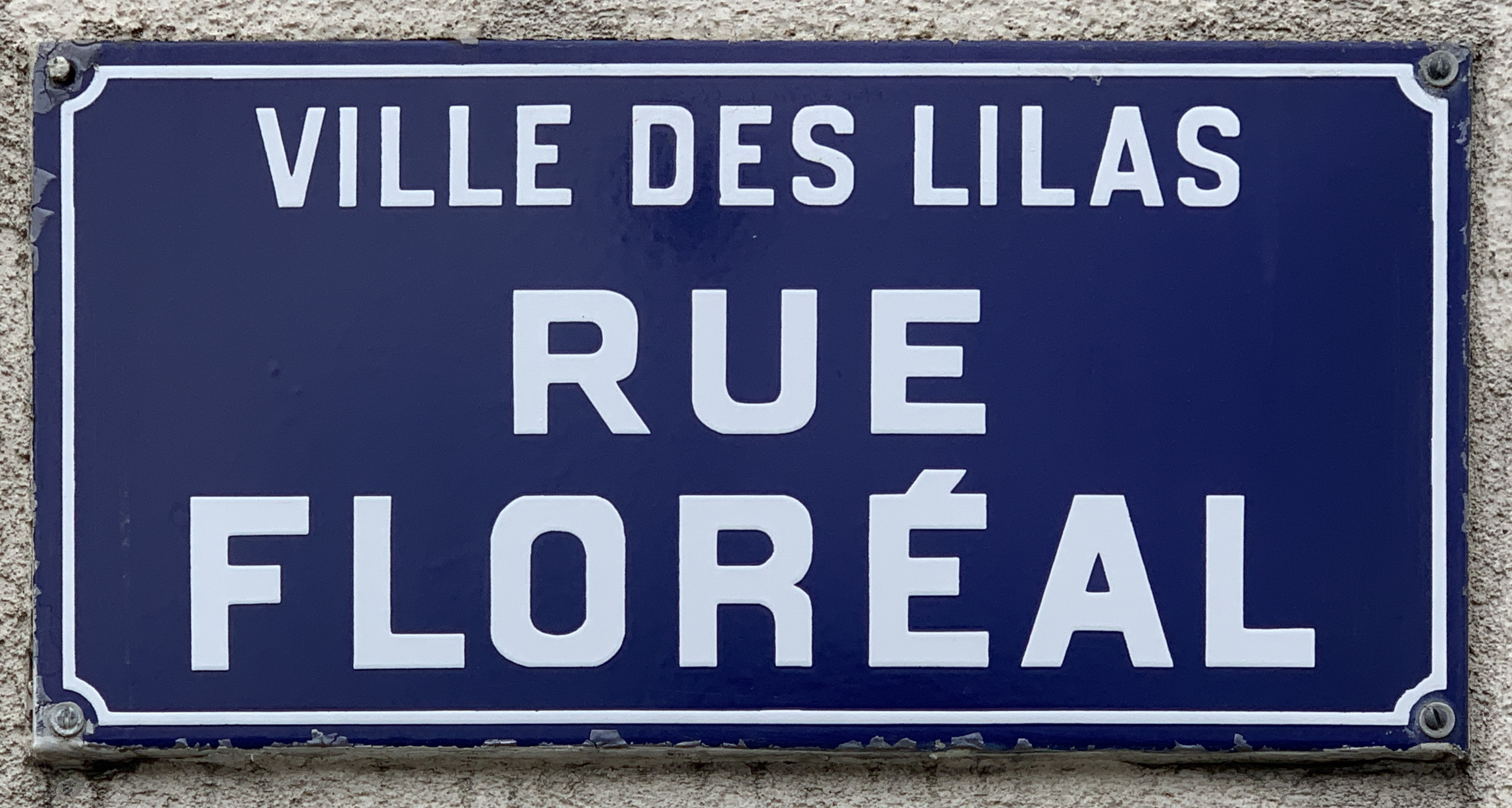
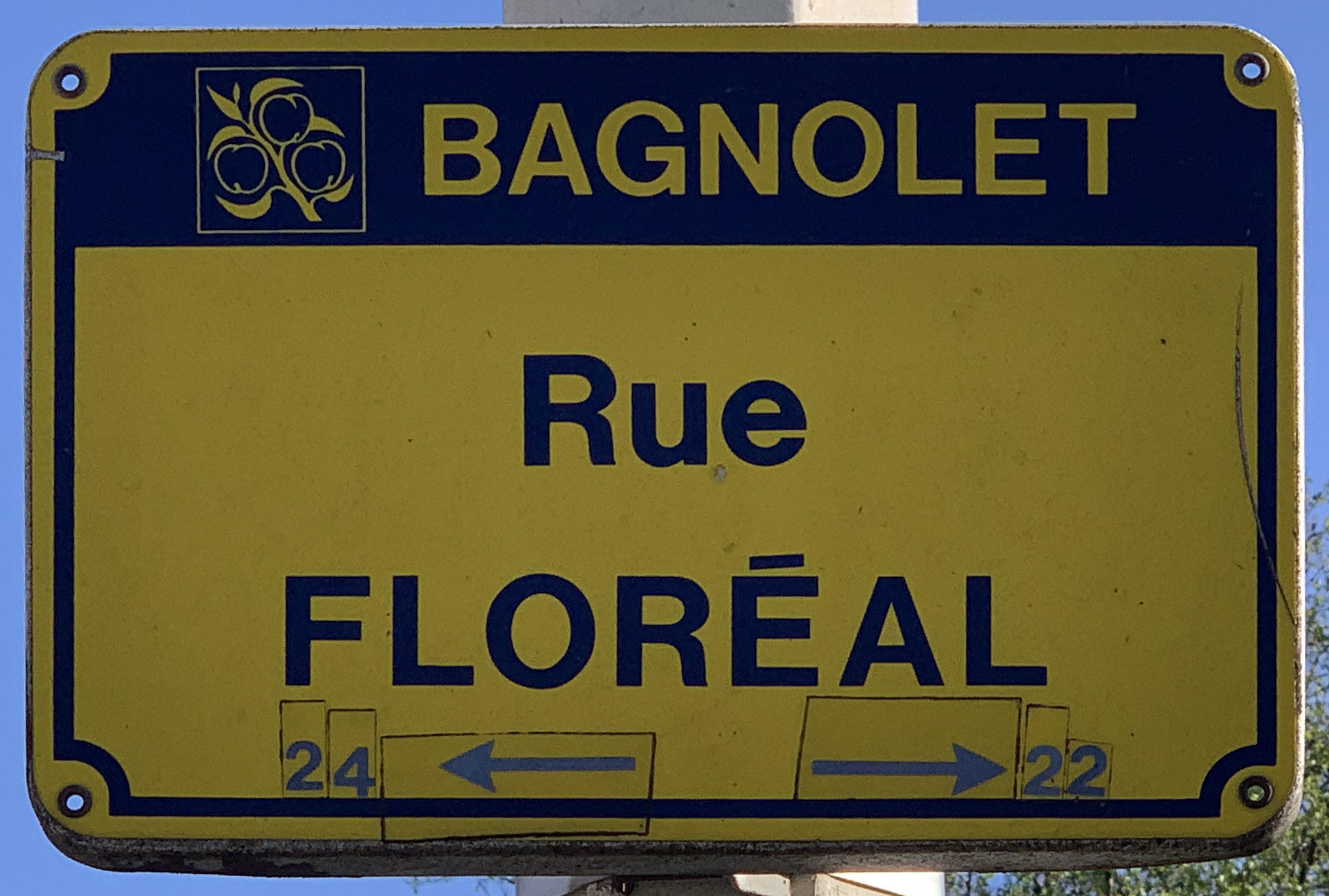
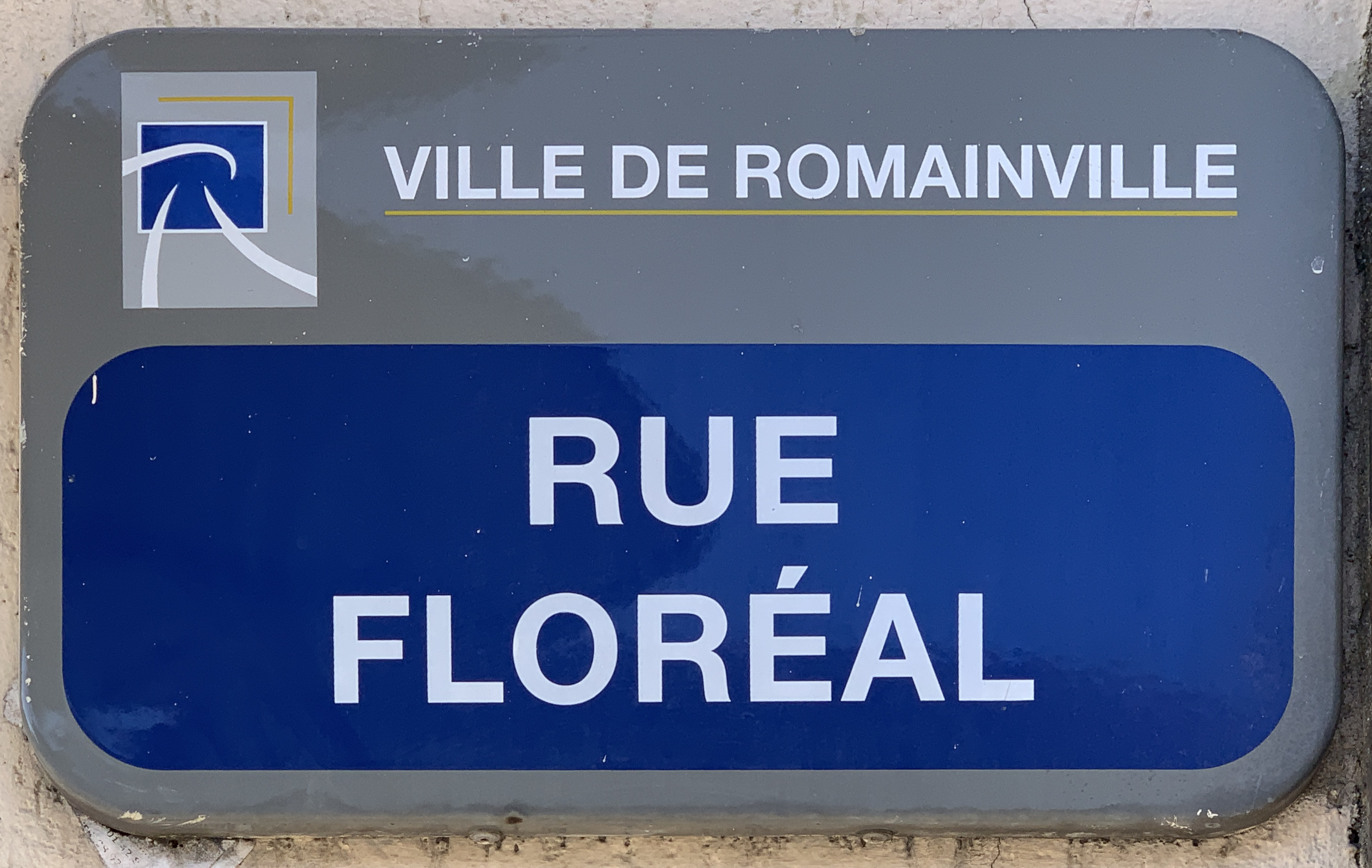

## Historique

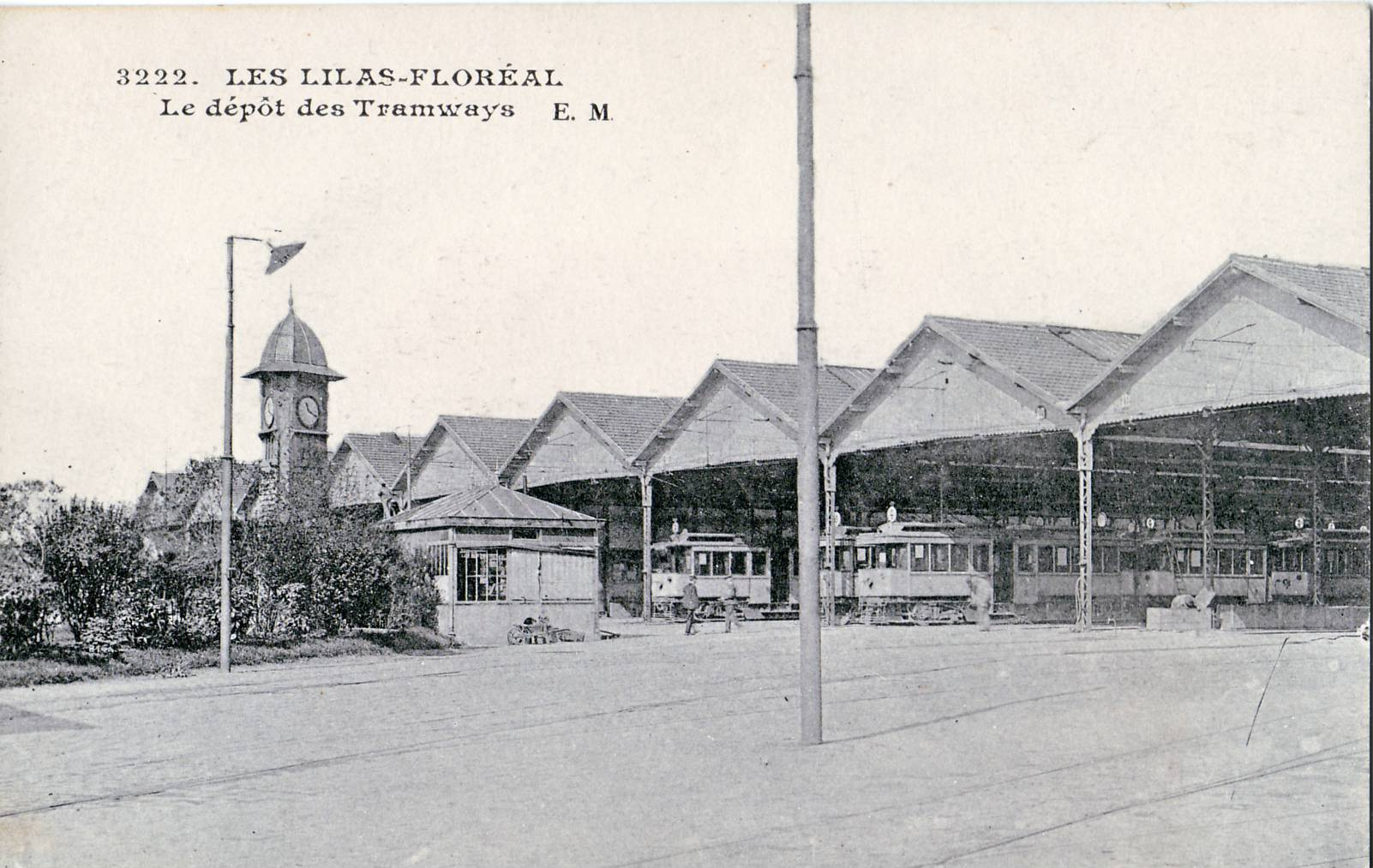
Le dépôt des tramways vers 1900.

Il se trouvait dans cette rue un ancien dépôt de la Compagnie des tramways de l'Est parisien repris par la Société des transports en commun de la région parisienne. Il s'agissait du plus important de la région parisienne, avec 52 voies pouvant accueillir 260 voitures, qui comprenait aussi un atelier d'entretien.

## Bâtiments remarquables et lieux de mémoire
- Centre bus des Lilas, à l'emplacement de l'ancien dépôt de tramways.
- Parc des sports de la Briqueterie.
- Cité Marcel-Cachin[1], réhabilitée dans les années 2010[2],[3].